# Chelipoda inexpectata
Chelipoda inexpectata är en tvåvingeart som beskrevs av Risto Kalevi Tuomikoski 1966. Chelipoda inexpectata ingår i släktet Chelipoda, och familjen dansflugor. Arten har ej påträffats i Sverige.